# Villasevil
Villasevil es una localidad española del municipio de Santiurde de Toranzo, en Cantabria. En el año 2008 contaba con una población de 290 habitantes (INE). Se encuentra a 140 metros de altitud sobre el nivel del mar, y a 2 kilómetros de la capital municipal, Santiurde de Toranzo.
Destaca la iglesia de Santa Cecilia de Villasevil, declarada Bien de Interés Cultural en 1978, además de la torre de casa de Sancho Ruiz de Villegas, declarada Bien de Interés Cultural en 1992.